# Edu Snethlage
Everardus "Edu" Snethlage (Ngawi, Índies Orientals Neerlandeses, 9 de maig de 1886 – Medan, Índies Orientals Neerlandeses, 12 de gener de 1941) va ser un futbolista neerlandès que va competir a començaments del segle xx. Jugà com a davanter i en el seu palmarès destaca una medalla de bronze en la competició de futbol dels Jocs Olímpics de Londres de 1908 i la Lliga neerlandesa de futbol de la temporada 1907-08.
A la selecció nacional jugà un total d'11 partits, en què marcà 10 gols.